# Steven John Lalas
Steven John Lalas, in greco Σταύρος Λάλας (Dover, 1953), è un agente segreto statunitense di origine greca.
Di origini greche, è ex dipendente del Dipartimento di Stato degli Stati Uniti d'America dove era addetto al settore delle telecomunicazioni e che in tale veste aveva lavorato presso varie rappresentanze diplomatiche statunitensi all'estero tra cui Smirne, Belgrado (1984-1985), Istanbul (1985-1989), Taipei (1989), Atene (dal 1990 fino al 28 aprile 1993).
Il 3 maggio 1993 fu arrestato in Virginia con l'accusa di aver trasmesso informazioni riservate di carattere militare ad agenti dei Servizi segreti greci.

## L'arresto
Il governo degli Stati Uniti si era accorto che alti ufficiali greci erano a conoscenza di tutti i suoi piani d'intervento nella Jugoslavia e cominciò a preoccuparsi molto quando capì che gli ufficiali greci passavano queste informazioni direttamente ai serbo-bosniaci. Secondo la versione ufficiale Steven Lalas fu individuato per un caso fortuito, quando l'allora sottosegretario agli Esteri greco Virginia Tsouderou aggiornò il suo ambasciatore a Washington con particolari sulla crisi iugoslava di cui solo gli americani erano a conoscenza. Molti però non credono a questa versione e sostengono che Steven Lalas fu tradito o dai suoi stessi referenti o da un esponente del governo di Costantino Mitsotakis dietro pressione degli Americani. Comunque sia, John Quattrocchi, agente FBI che indagava sul caso, non procedette all'arresto immediato della talpa ma la lasciò fare, provvedendo ad installare all'interno dell'ambasciata americana di Atene un sistema di telecamere nascoste che fatalmente ritrassero Steven Lalas nell'atto di raccogliere documenti altrimenti destinati al macero e di registrare conversazioni telefoniche cablate. Dopo aver ottenuto le prove lo inviarono con la scusa di un trasferimento lavorativo negli USA dove invece venne arrestato.

## Il processo
Al processo Lalas affermò di essere stato reclutato da ufficiali dei servizi segreti greci nel 1991 con la minaccia che, se non avesse collaborato, avrebbero fatto del male ai suoi familiari. In realtà fu appurato che egli collaborava con agenti segreti greci fin dal lontano 1977, quando era sergente di leva presso il quartiere NATO di Smirne.
Si calcola che dal 1977 al 1993 l'uomo abbia passato ai Servizi segreti greci almeno 700 documenti riservati, inclusi i piani americani di pronto intervento militare nella Jugoslavia oltre a valutazioni di uomini politici americani sulla politica greca nell'ambito della crisi balcanica.
Steven Lalas cominciò la sua carriera di spia dapprima rubacchiando rapporti provenienti dal Dipartimento della Difesa degli Stati Uniti e in particolare della Defense Intelligence Agency, ma in seguito raffinò alquanto la sua tecnica riuscendo a registrare conversazioni cablate tra l'ambasciatore statunitense ad Atene ed esponenti della Casa Bianca. Riuscì anche ad entrare in possesso delle schede di agenti CIA che operavano in Grecia sul fronte dell'antiterrorismo.
Nel giugno del 1993 Lalas ammise le sue colpevolezze e il 16 settembre fu condannato senza appello a 14 anni di reclusione nelle prigioni federali. Il Pubblico Ministero si era astenuto dal chiedere una condanna più pesante in cambio della disponibilità dell'accusato a rivelare con esattezza quali documenti avesse estorto e a chi li avesse consegnati.

## Gli arresti domiciliari
L'8 luglio 2005 Steven Lalas fu messo agli arresti domiciliari e gli venne negato il diritto all'espatrio per i successivi 5 anni.
Il 16 giugno 2006 il ministro della giustizia greco Anastasios Papaligouras, su richiesta dell'avvocato di Lalas, indirizzava una lettera al procuratore capo degli Stati Uniti, Alberto Gonzales, affinché fosse concessa a Steven Lalas la possibilità di scontare il resto della sua pena in Grecia, appellandosi a motivi umanitari: la moglie di Steven Lalas, Maria Maindanou, risiedeva con i due figli in Grecia,  a Chrysoupoli (nella prefettura di Kavala) e per guadagnarsi da vivere faceva la cameriera.